# 中国消防博物馆
中国消防博物馆（国家防火防灾教育基地），位于北京市西城区广安门南街70号，是国家级消防主题博物馆，隶属国家消防救援局。

## 简介

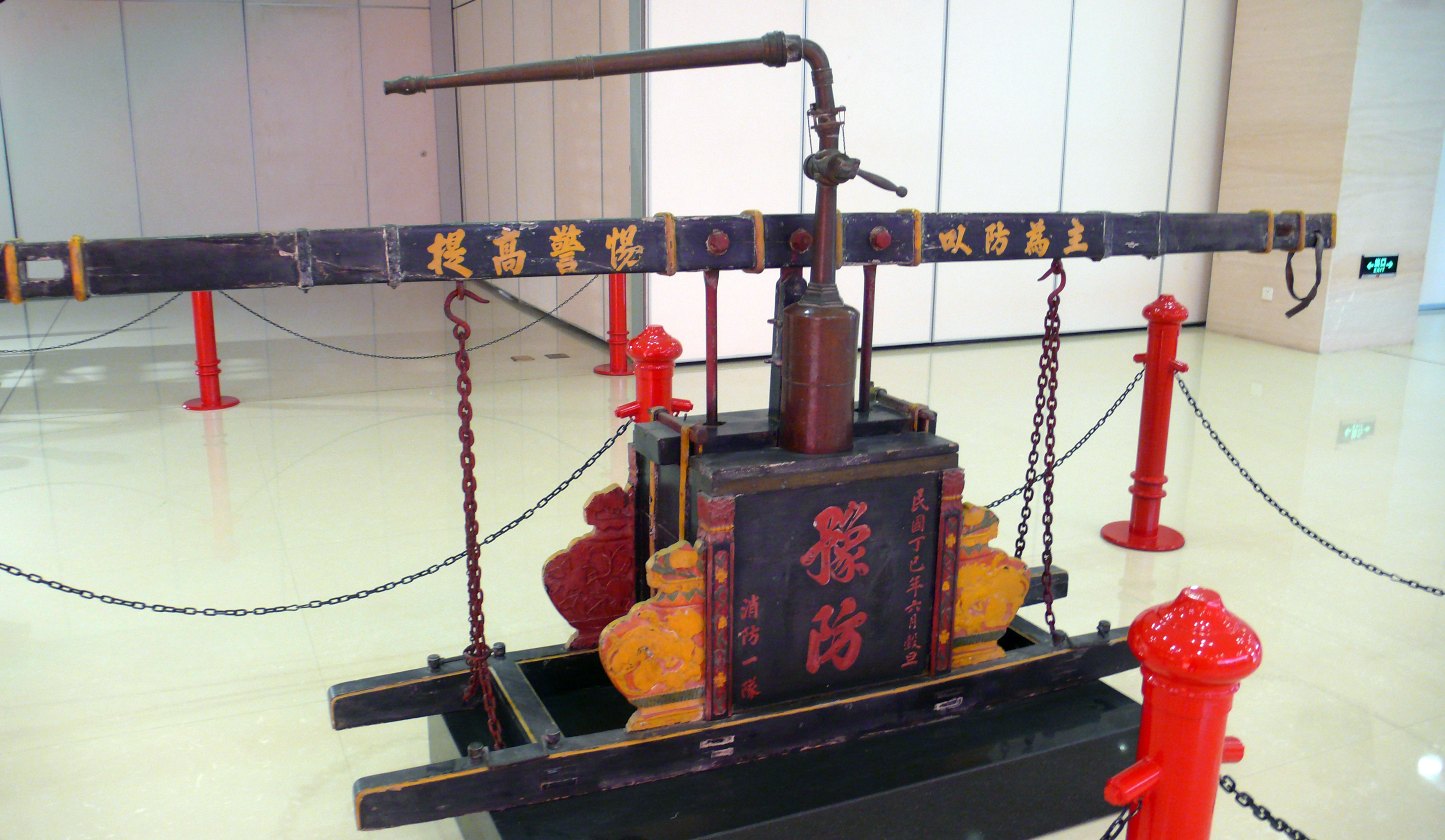
序厅内的天津水会人力水龙

中国消防博物馆（国家防火防灾教育基地）于2007年11月经中华人民共和国财政部、北京市人民政府批准立项建设，2009年3月正式启动陈列布展工作，2010年建设竣工并于2010年11月9日向社会试开放。2011年11月8日，中国消防博物馆正式向社会开放，国务委员孟建柱为开馆仪式揭牌。

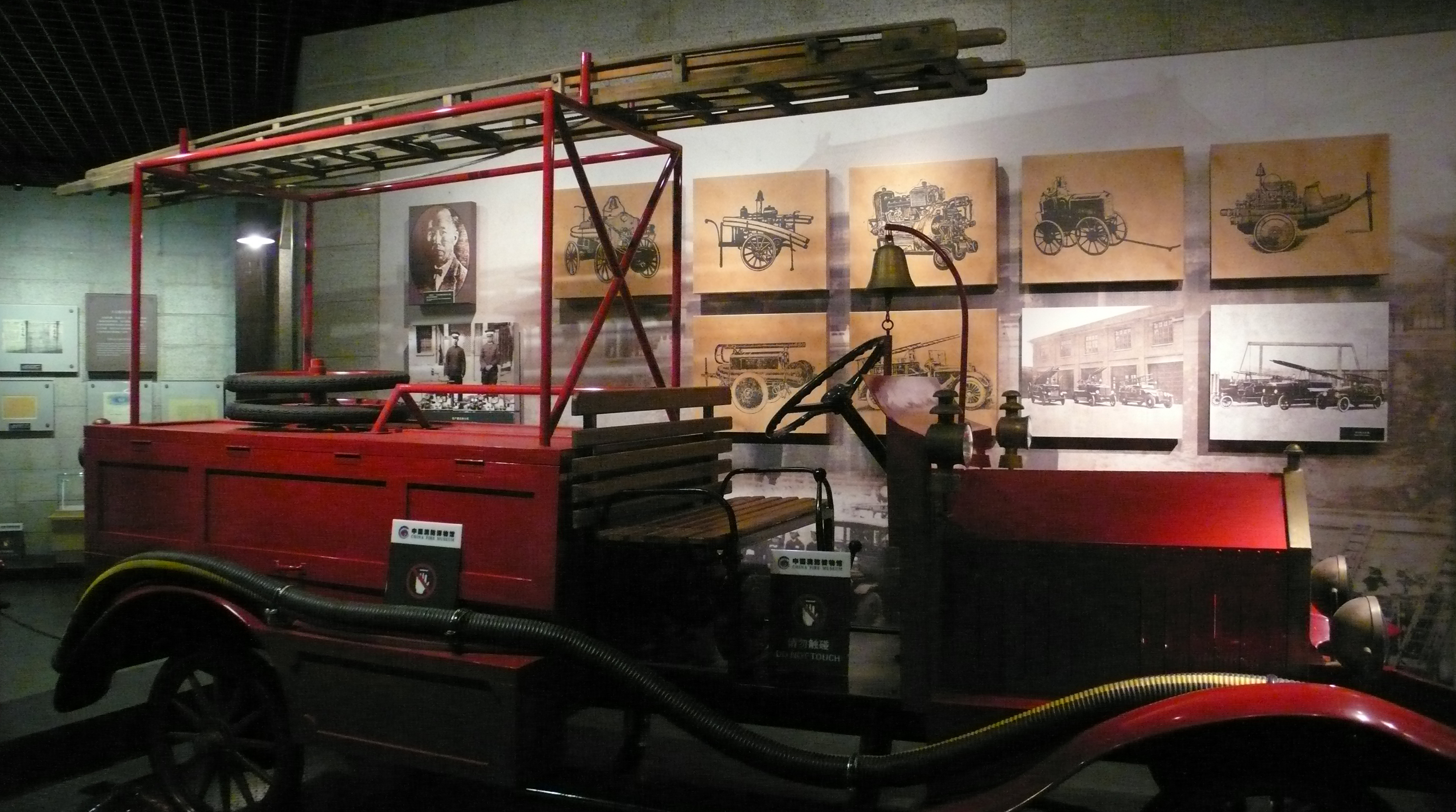
中国第一辆内燃机动力泵浦消防车

中国消防博物馆建筑面积20422.5平方米。展陈面积9500平方米，共分四层（地上三层，地下一层）。一层是序厅和临时展厅，二层是古代消防展厅，三层是近现代消防展厅，地下为防火防灾体验馆。该馆收藏有北京山顶洞人用火遗迹化石、甘肃大地湾遗址大型建筑火灾木炭、商代火灾文字记录甲骨残片、汉代“东井灭火”井栏陶器、唐代琉璃鸱吻、清代末年水会灭火器具、近代消火栓和消防警察制服及徽章、中华人民共和国早期消防器材、汶川地震救援装备等各历史时期的藏品4600余件（含照片、实物、古籍文献等）。同时展览中还设有用火起源、宋代潜火军兵灭火、清代宏村水系、故宫博物院消防设施、汶川地震救援等多媒体演示及雕塑、绘画、模型、复原场景等。
中国消防博物馆大门上方置有祥龙，寓意祥水防火灾。序厅内安置有太平缸和水龙。临时展厅位于博物馆序厅旁边，面积约700平方米。
中国消防博物馆的防火防灾体验馆运用电子沙盘模型、高清投影、光电感应、数控机械、180°弧幕等多媒体手段，设计了城市消防规划、建筑消防设施、火场应急疏散、火灾体验剧场、家庭火灾灭火、119电话报警、地铁火灾疏散、地震应急避险、消防逃生结绳等互动体验项目。

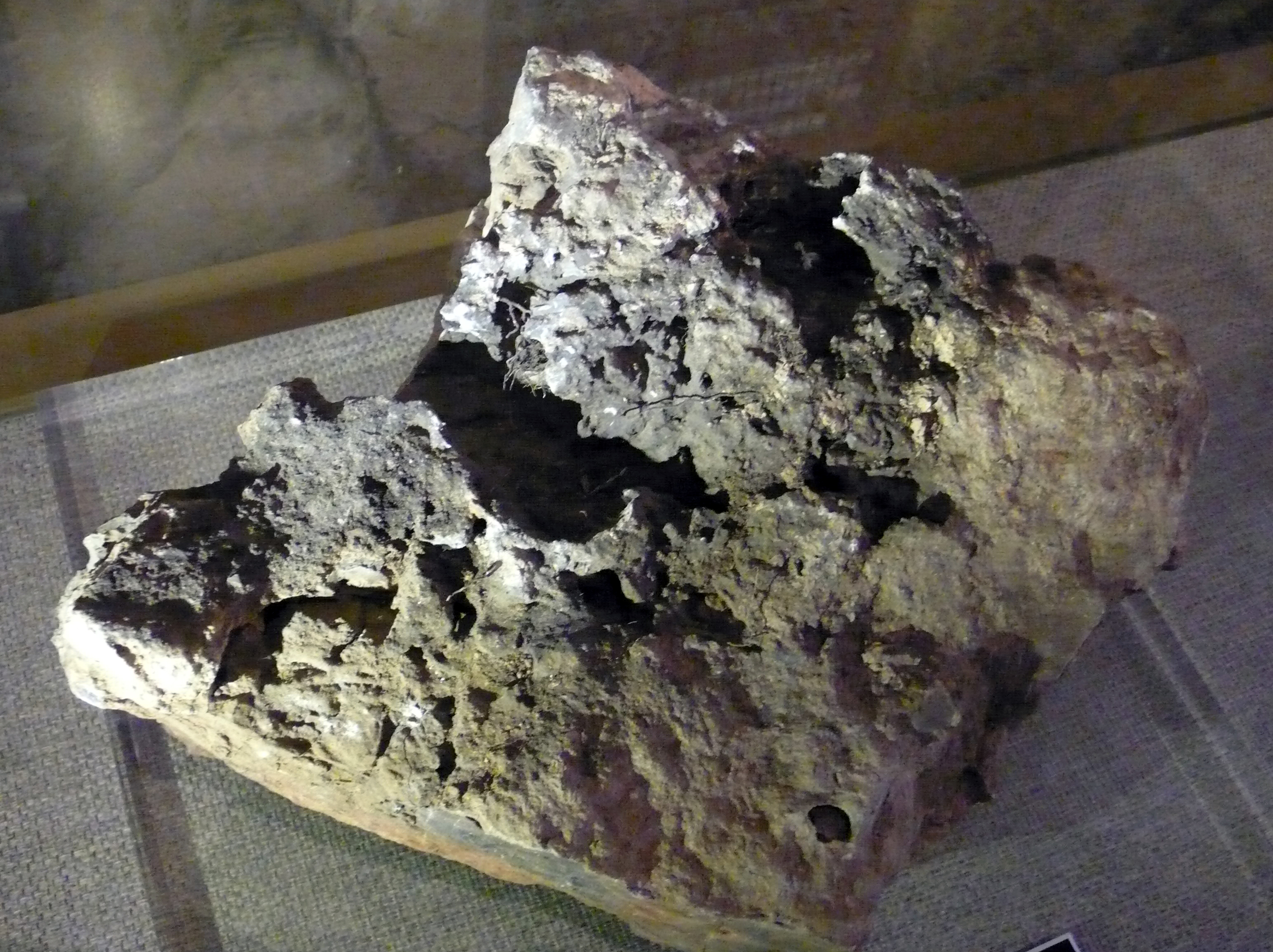
北京猿人用火遗留灰烬
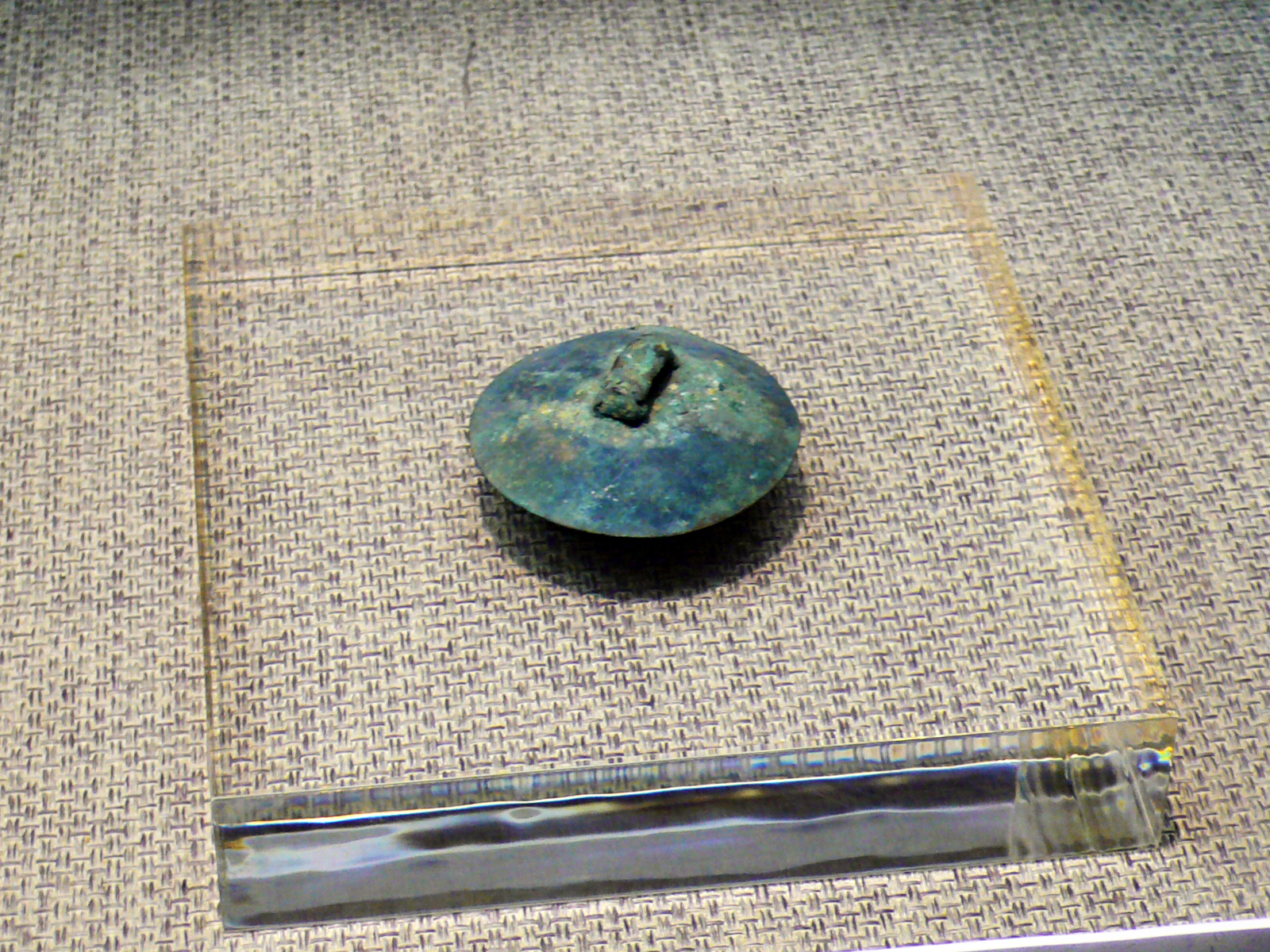
阳燧
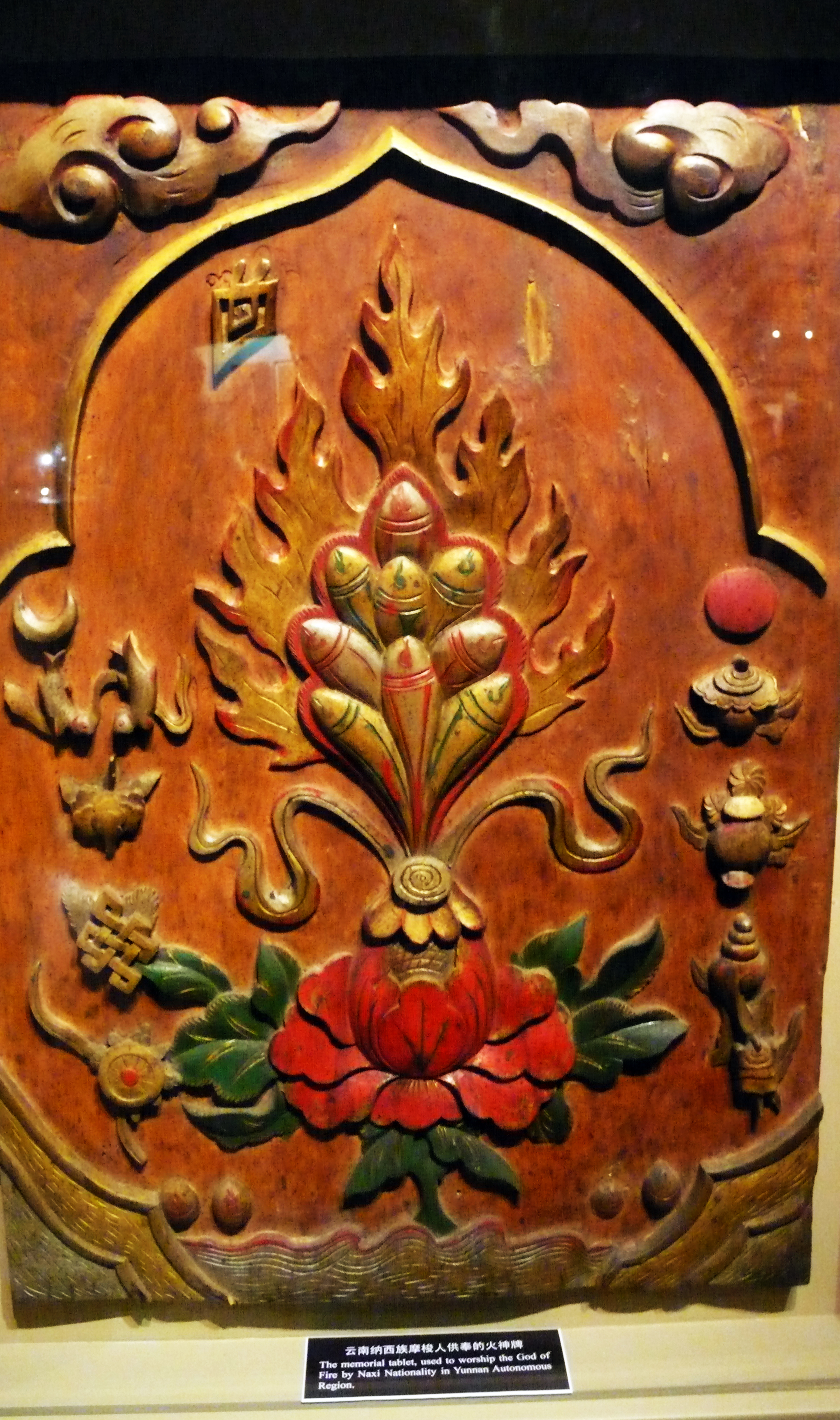
摩梭人火神牌
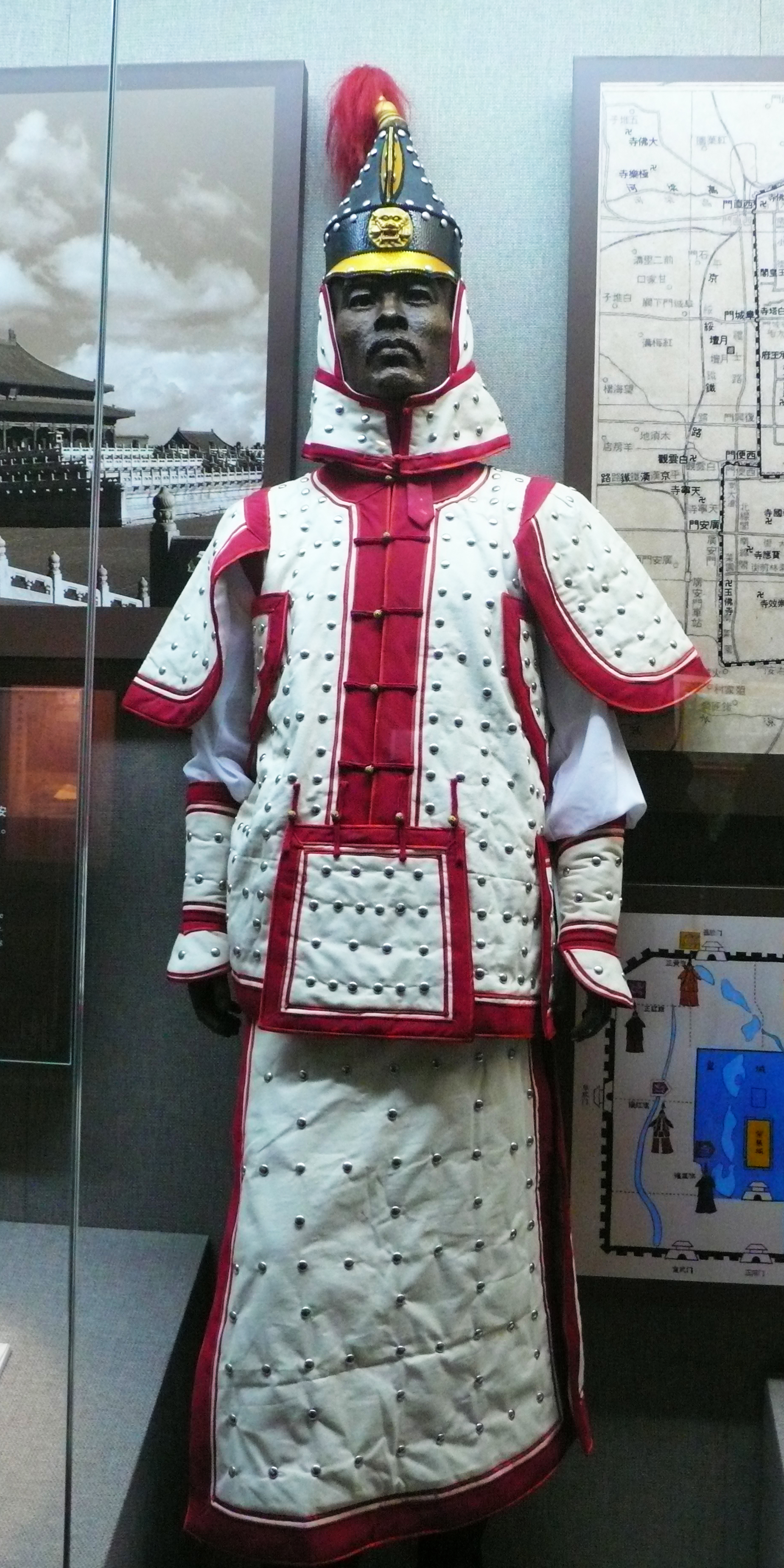
八旗火班
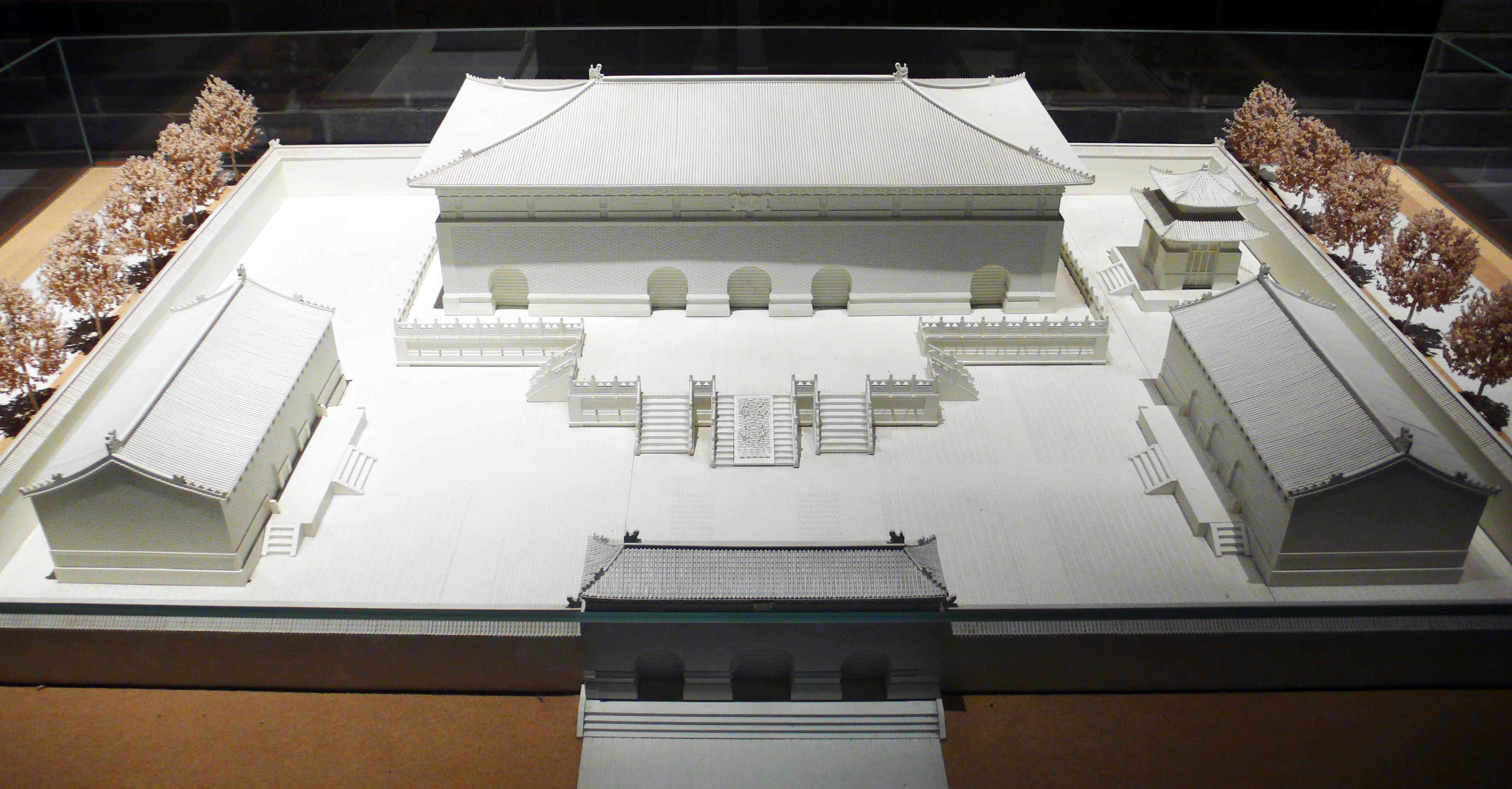
皇史宬模型
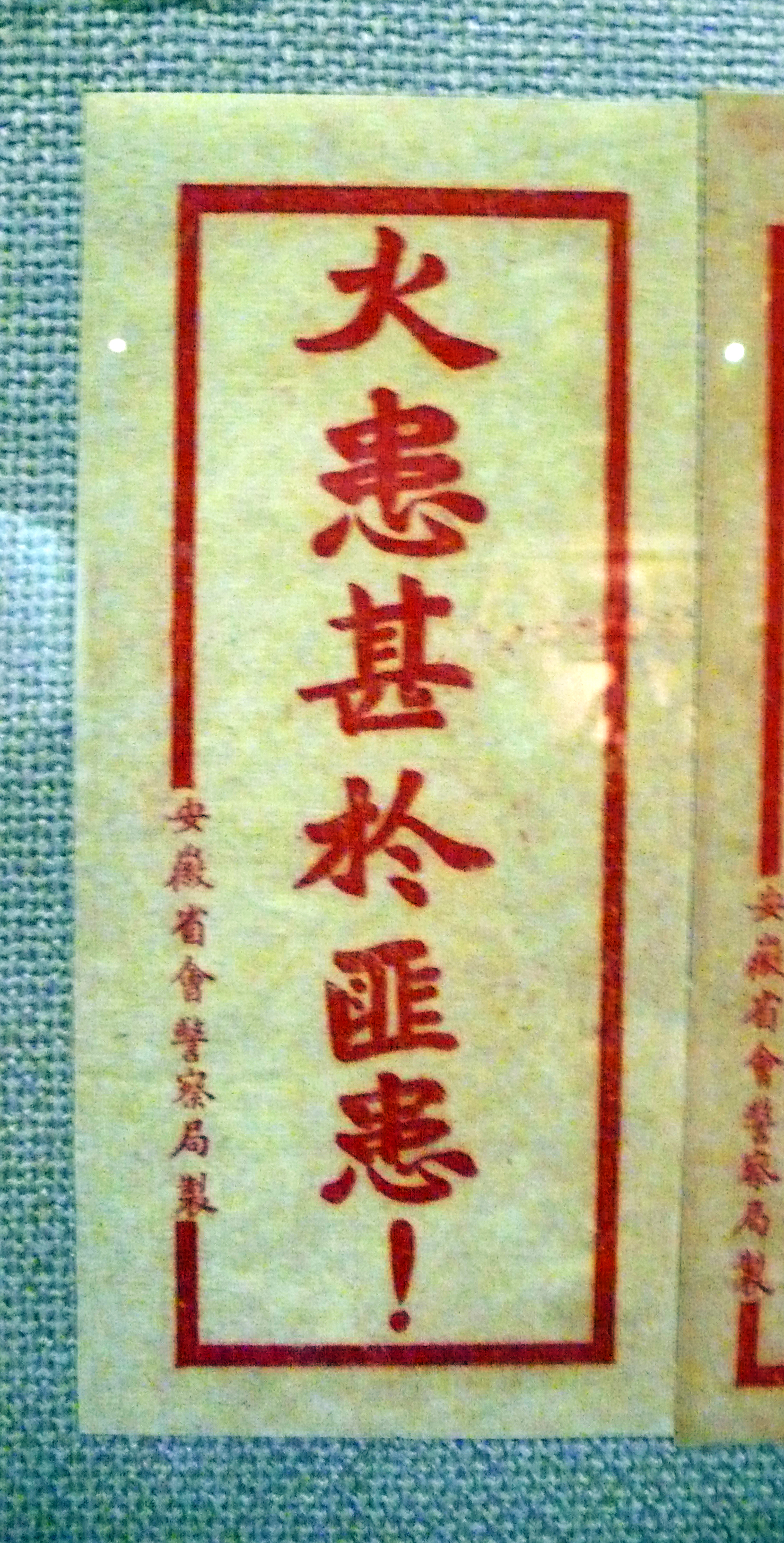
中华民国消防宣传标语
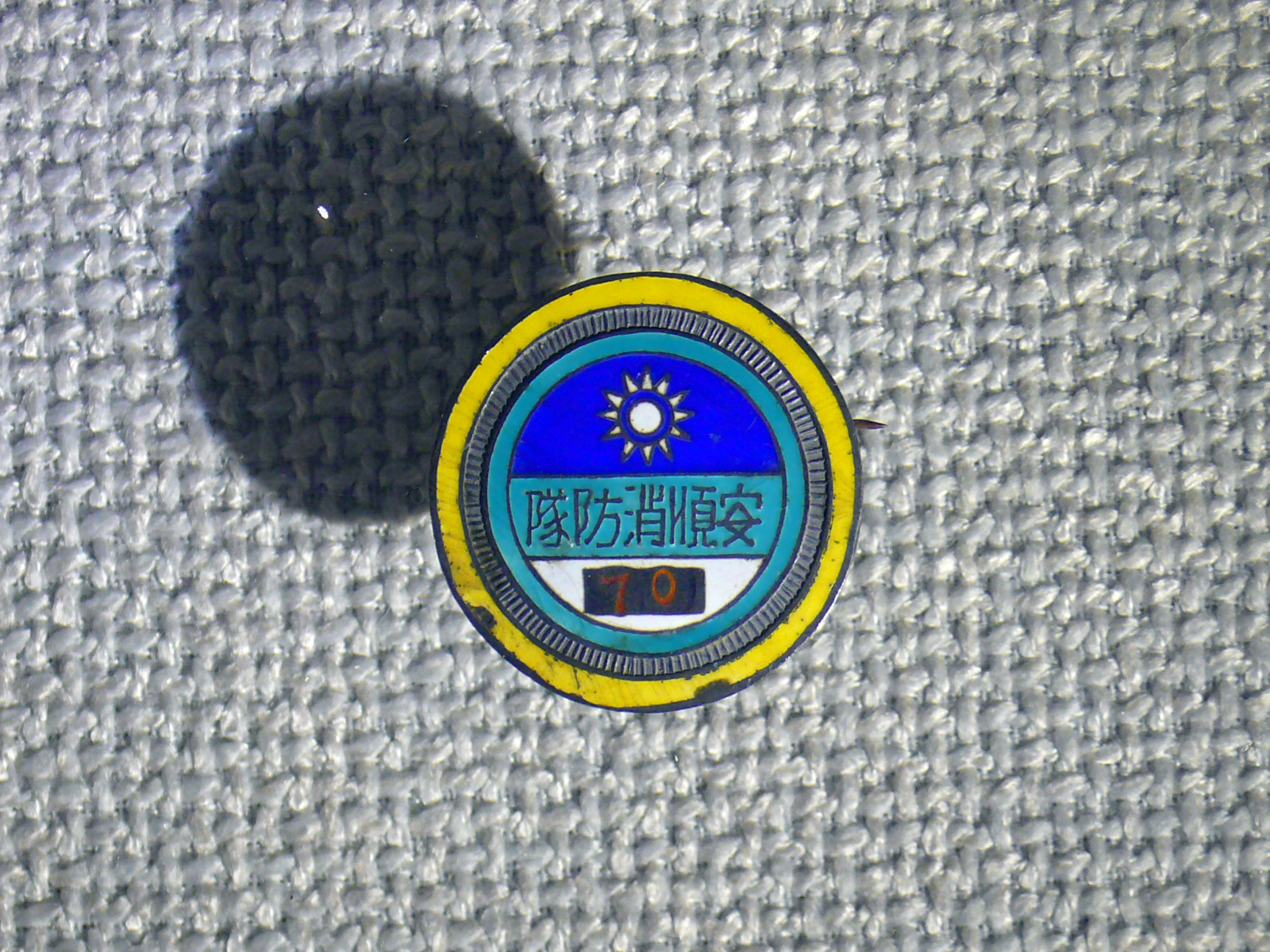
安顺消防队章
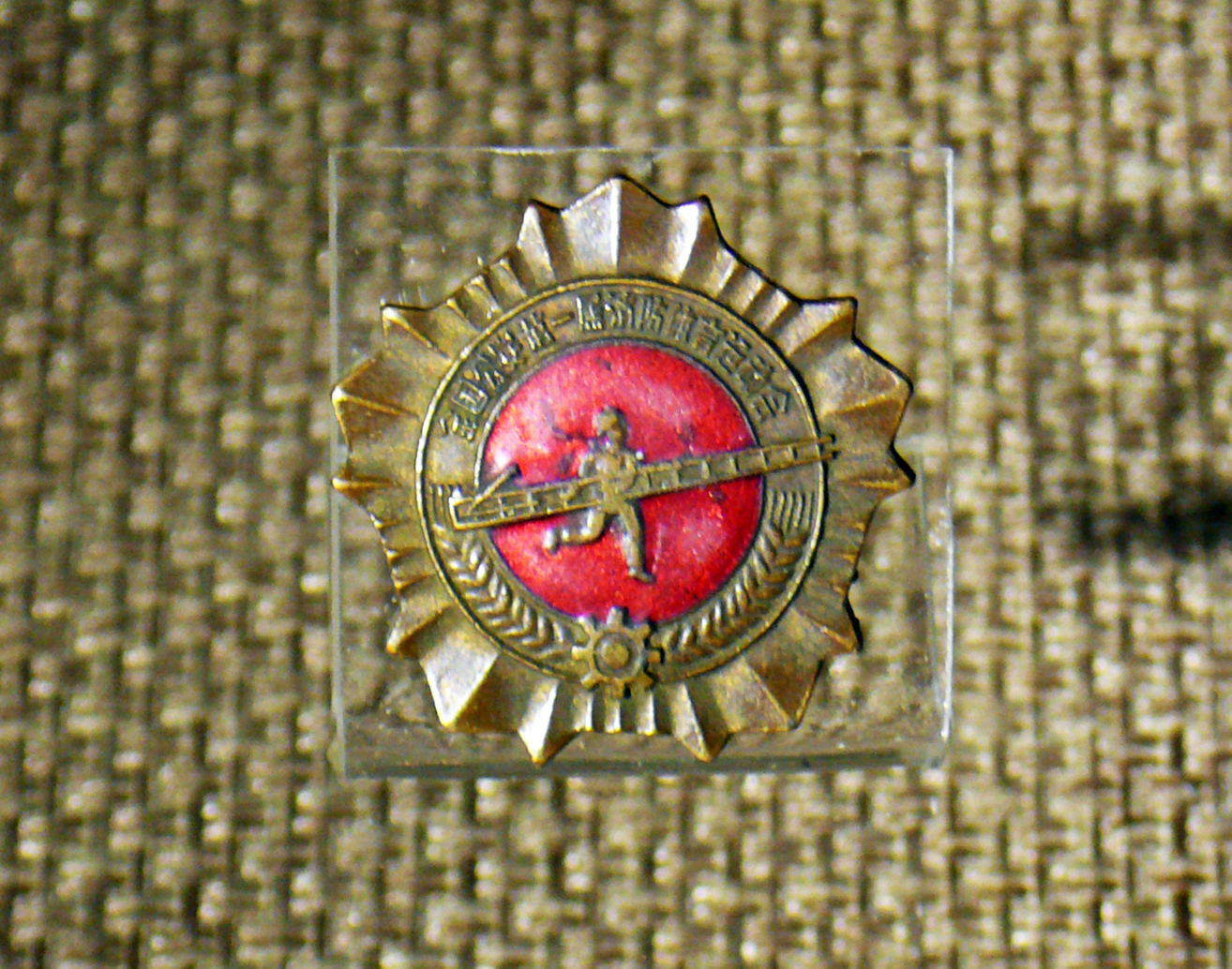
公安消防运动会云梯攀登比赛奖章
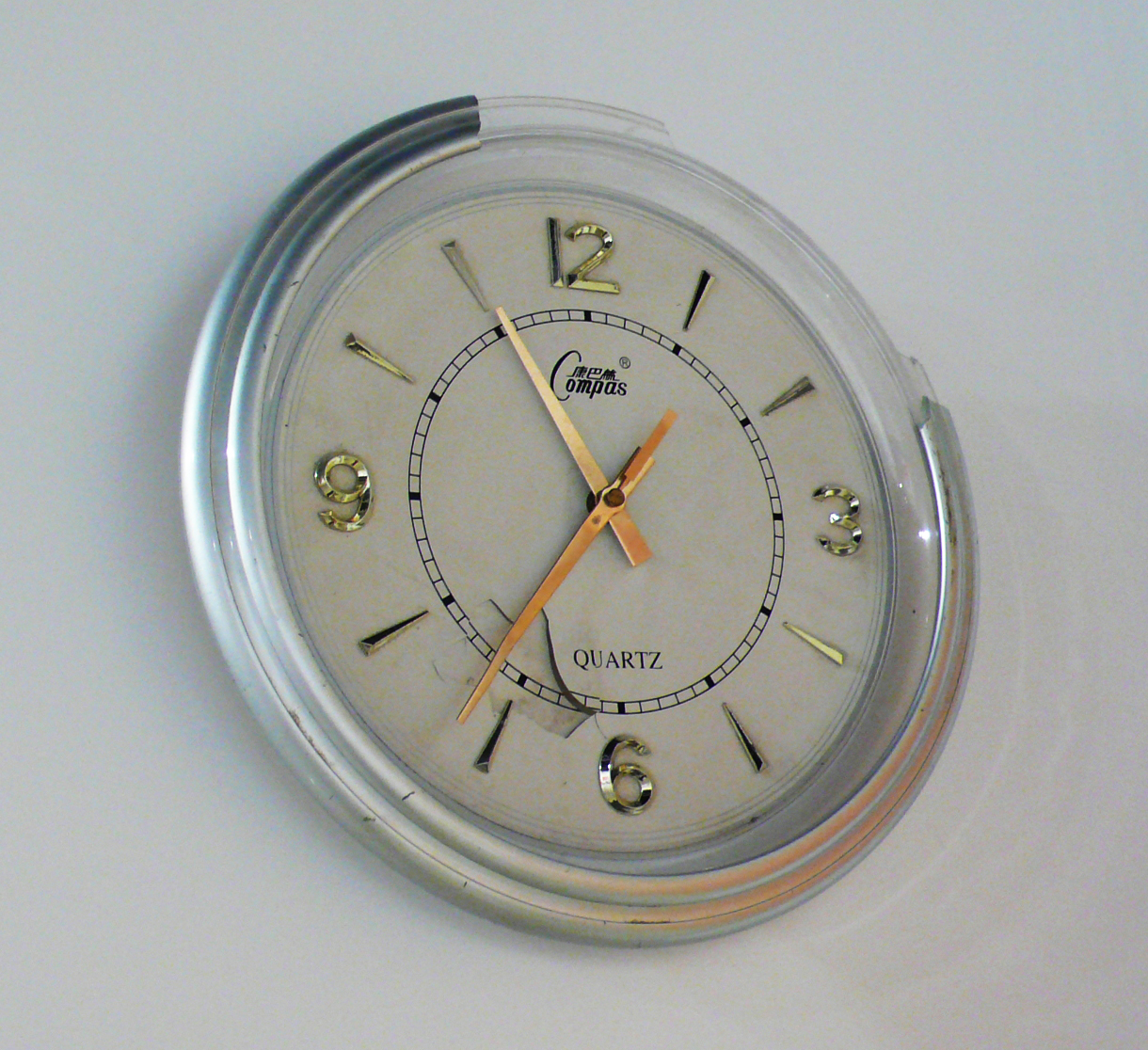
天津812特大火灾爆炸事故损毁挂钟
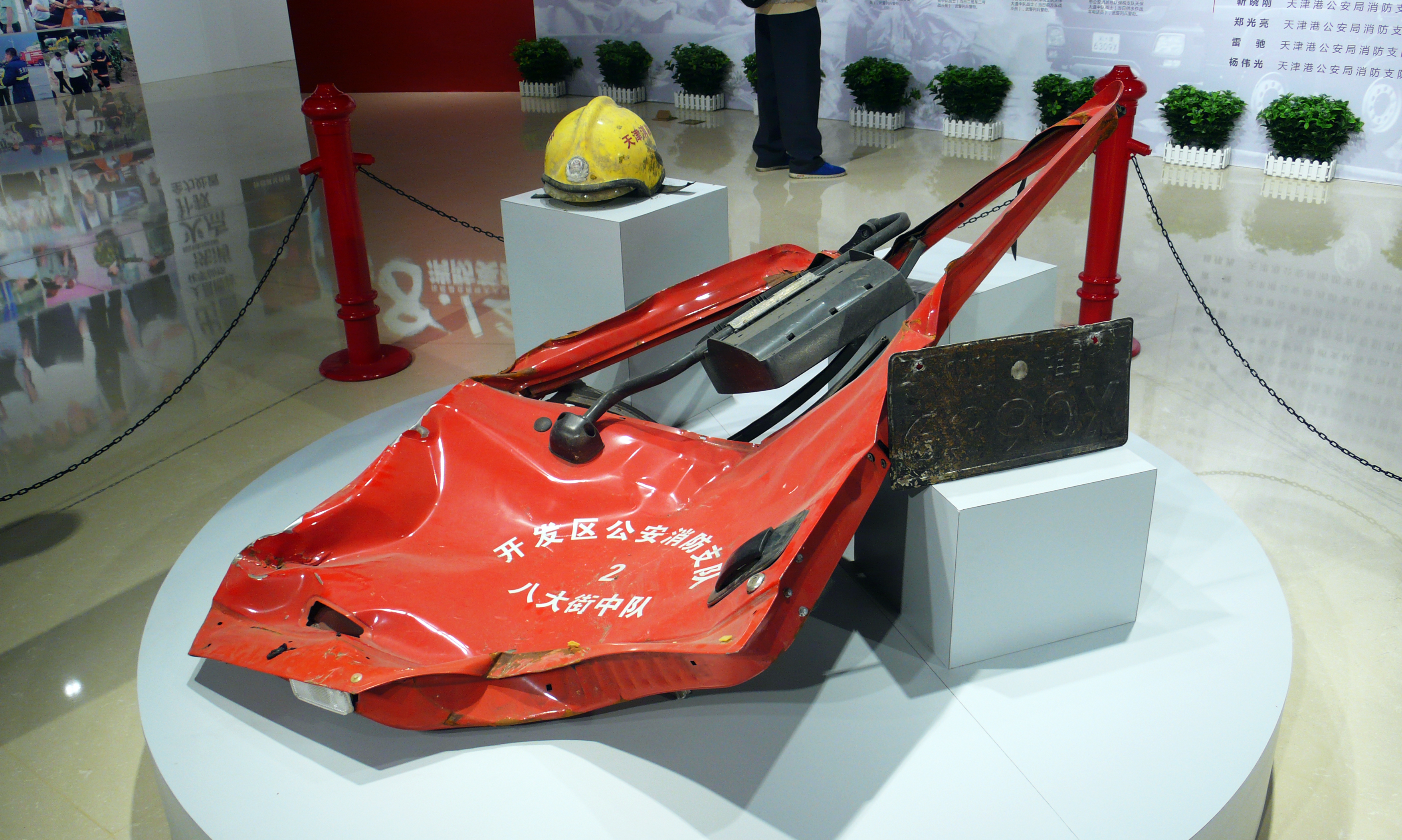
天津812特大火灾爆炸事故损毁消防车门车牌头盔
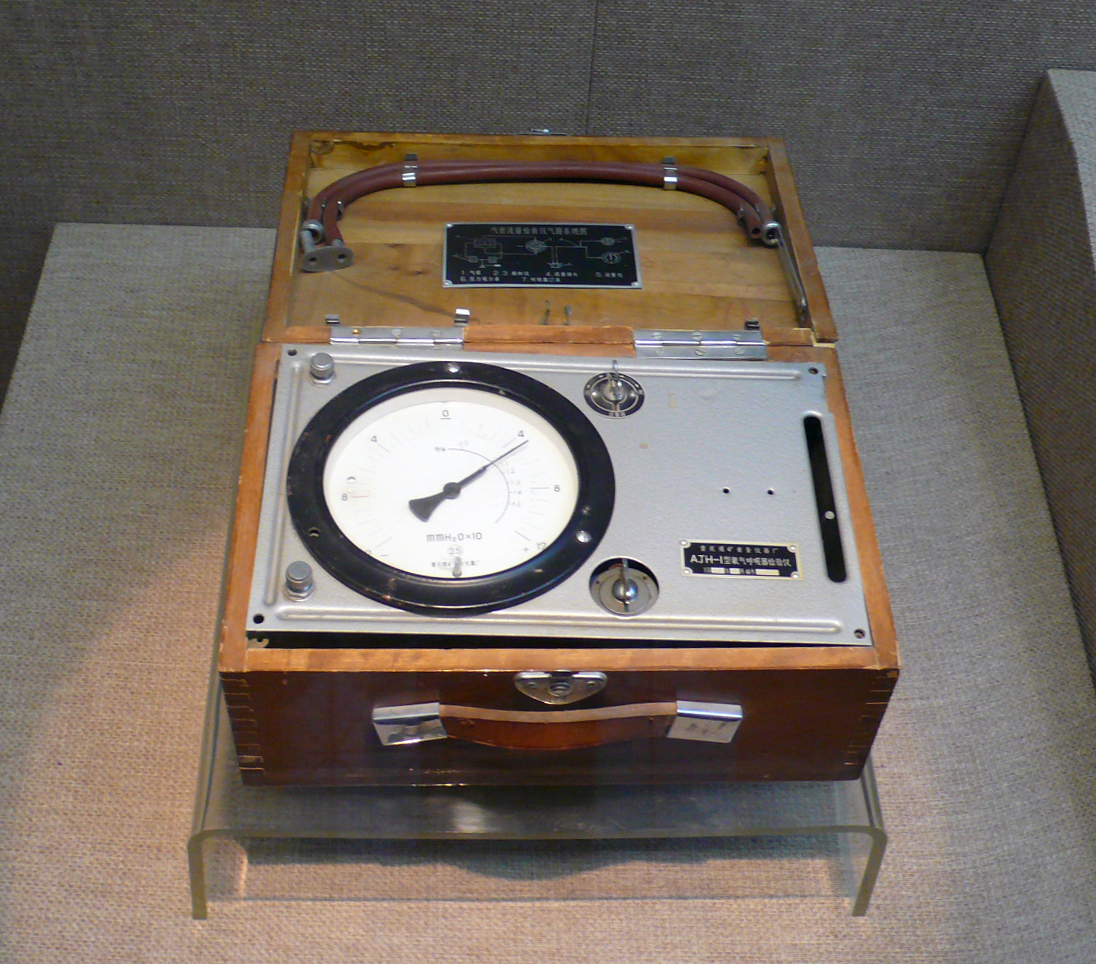
氧气呼吸器检测仪
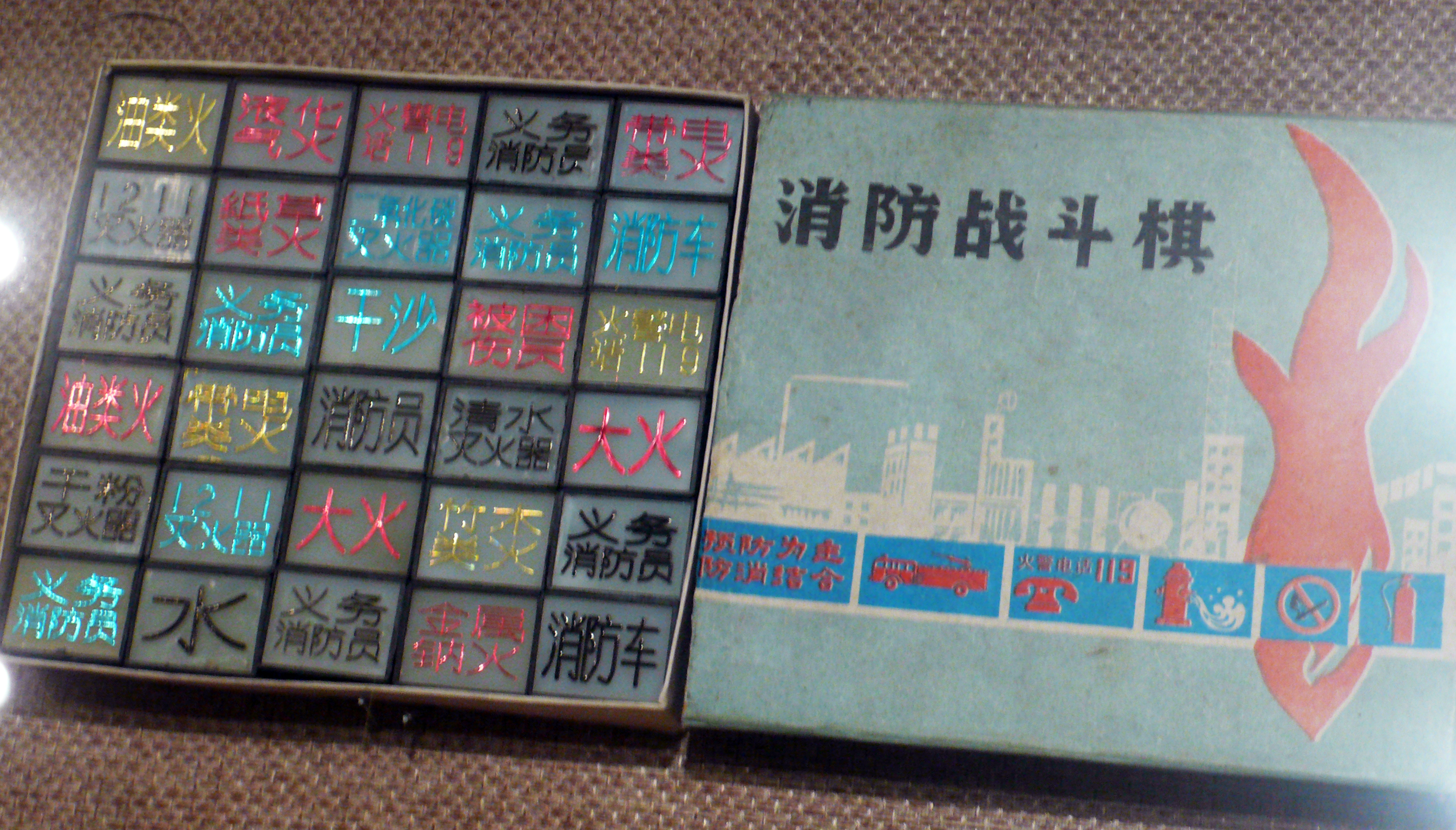
消防战斗棋